# ابونصر مشکان
خواجه بونصر مشکان، دبیر دیوان رسالت سلطان محمود غزنوی و پسرش سلطان مسعود غزنوی بود.
خواجه بونصر مشکان در ۲۲ محرم سال ۴۳۱ هجری قمری، برابر با ۲۷ مهر ۴۱۸ هجری شمسی، بر اثر یک بیماری ناگهانی از دنیا رفت. البته به احتمالی توسط سلطان مسعود غزنوی مسموم شده بود.
خواجه بونصر به گواه ابوالفضل بیهقی در غزنین افغانستان مدفون است در رباط و باغی از آن خود.
وی استاد ابوالفضل بیهقی بود و تا هنگام مرگ، لحظه‌ای بیهقی را از خود جدا نساخت. ابوالفضل بیهقی در تاریخ‌نامه خود از او بارها به نیکی یاد می‌کند. بیهقی خود برای مدت نوزده سال با بونصر مشکان همکاری داشته و همواره خود را شاگرد او معرفی می‌کند. وی بیهقی را بسیار گرامی و نزدیک می‌داشت و حتی نهفته‌ترین اسرار دستگاه غزنویان را نیز با وی در میان می‌نهاد و این خود بعدها کارمایه گرانبهایی برای تاریخ بیهقی گردید، چنانکه رویدادهایی را که خود شاهد و ناظر نبوده از قول استاد فرزانه خویش نقل می‌کرد.

## علت مرگ
بونصر مشکان (به قول بیهقی) دچار لقوه و فالج و سکته شد و بوالعلا، طبیب سلطان بالای سر وی آمد، اما کاری از پیش نرفت و یک روز بر بستر بود و روز بعد از دنیا رفت . گویا سلطان مسعود بر او بسیار غم خورده بود.
علت سکته را شراب بسیار دانستند که روز پیش از سکته در باغ دوستی خورده بود و سلطان از صاحب باغ و بزم پنج هزار دینار غرامت گرفت. 
از سوی دیگر، به دلایلی که در تاریخ بیهقی آمده است، سلطان و بونصر مشکان در آن اواخر با هم مشکل داشتند و سلطان بر او خشم گرفته بود؛ اما حرمت وی را نگاه می‌داشت. دو روز پیش از آن‌ که بونصر سکته کند، سلطان وی را به شراب دعوت کرد و بسیار با او خوش‌رفتاری نمود. و روز دیگر نیز با جمعی به شراب‌خواری پرداخت. اگر وی را به امر سلطان کشته باشند، در این دو روز اتفاق افتاده‌است.
بیهقی به این احتمال (از سر فشار دربار غزنوی) نپرداخته است و به این بسنده کرده‌است که: «[...] و از هر گونه روایت کردند مرگ او را و مرا با آن کار نیست [...]»

## از گفته‌ها
«بدان یا بوالفضل که تدبیری پیش گرفته آمده است که از آن بسیار فساد تولد خواهد کرد» (بیهقی، ص۵۱۱)